# امامزاده خواجه
امام زاده خواجه، روستایی از توابع بخش مرکزی شهرستان سرخس در استان خراسان رضوی ایران است.

## جمعیت
این روستا در دهستان سرخس قرار دارد و براساس سرشماری مرکز آمار ایران در سال ۱۳۸۵، جمعیت آن زیر سه خانوار بوده‌است.